# Hailar
Hailar (en mongol: Хайлаар, romanizado: Haylaar ; en chino, 海拉尔; pinyin, Hǎilār) es un distrito urbano bajo la administración directa de la ciudad-prefectura de Hulun Buir al noroeste de la región autónoma de Mongolia Interior, República Popular China. Su área es de 1308 km² y su población total para 2010 superó los 340 mil habitantes. 
La ciudad ha crecido y se ha modernizado en los últimos años siguiendo la línea del río Hailar y en torno a la gran plaza de Gengis Khan, su héroe histórico. Como Sede de gobierno, es el epicentro para la política, el comercio y el transporte de Hulun Buir,  actuando como puerta de entrada entre China y Rusia.

## Toponimia
La ciudad toma su nombre directamente del río Hailar, un tributario del río Argún que baña la región. 
A finales de la dinastía Qing, la gente pensaba que la ciudad de Hulun Buir estaba ubicada cerca del río Hailar, por lo que también se le llamaba Hailar a la ciudad (o una parte de ella). A su vez, el río se llama así por las cebollas que crecen en sus laderas, Hailar significa cebolla silvestre en mongol. Al ganado vacuno y a las ovejas les encanta comer estas cebollas, y ambos lados del río todavía están cubiertos de estos vegetales.

## Administración
La ciudad de Hailar se divide en 8 pueblos:
- 7 Subdistritos: Zhèngyáng, Jiànkāng, Kàoshān, Shènglì, Hūlún y Jiànshè
- 1 poblado: Hākè

## Historia
Hailar fue fundada como fortaleza de China en 1734, y durante la administración de la República de China fue la ciudad capital de la provincia de Xing'an. Ahora es un centro de producción agrícola y ganadera del este del país. Una vez conocida como Hulun, Hailar hoy es una ciudad pequeña pero con industria moderna de alrededor de 300 000 personas, su población era de solo 20 000 a mediados del siglo XX.
Fue ocupada y fortificada por los japoneses durante su expansión en Manchuria hasta la Segunda Guerra Mundial en agosto de 1945. Cuando la Unión Soviética declaró la guerra a Japón, Hailar fue escenario del frente guerra tras la invasión del noreste de China y Corea. Es notable la influencia de Rusia (idioma, costumbres, etc.) en la población, instituciones y comercio.
En agosto de 1969, fue incluida en la provincia de Heilongjiang, en julio de 1979 fue transferida nuevamente a la Región Autónoma de Mongolia Interior; En 2001, el Consejo de Estado aprobó la retirada de la Liga Hulunbuir y el establecimiento de la ciudad-prefectura, en febrero de 2002, se abolió el Condado Hailar y se estableció como distrito.

## Transporte
El terminal aéreo que sirve al distrito es el pequeño aeropuerto internacional Dongshan (呼伦贝尔海拉尔机场) con vuelos directos a Pekín, Harbin y Shenyang, entre otros. La estación de tren de Hailar es la estación principal junto con la de Manzhouli, la ciudad portuaria que se encuentra en la frontera con Rusia. 
Por el distrito pasa la línea Binzhou, una vía férrea de cerca de 1000 km que une a Harbin con Manzhouli, de igual manera pasa la Ruta nacional G310 (301国道) que comunica a Mongolia Interior y Heilongjiang. Los trenes a Harbin toman cerca de 12 horas y 27 horas hasta Pekín. 
Hailar es el camino natural para dirigirse, hacia el noroeste, a las praderas de Hulun Buir.

## Clima
Hailar tiene un Clima continental monzónico hemiboreal. Por consiguiente los Veranos son cortos, calurosos y lluviosos, debido a los monzones de Asia oriental, mientras que los inviernos son largos y secos debido a la cercanía con Sibería.  
La temperatura media mensual es de -25 °C en enero y 20 °C en julio, mientras que la media anual es de solo 1, el sol es abundante durante todo el año. Aproximadamente el 70% de la precipitación anual se produce durante los tres meses de verano. Las temperaturas extremas de Hailar oscila entre -48,2 °C a 37,7 °C.
| Parámetros climáticos promedio de Hailar (1971−2000) | Parámetros climáticos promedio de Hailar (1971−2000) | Parámetros climáticos promedio de Hailar (1971−2000) | Parámetros climáticos promedio de Hailar (1971−2000) | Parámetros climáticos promedio de Hailar (1971−2000) | Parámetros climáticos promedio de Hailar (1971−2000) | Parámetros climáticos promedio de Hailar (1971−2000) | Parámetros climáticos promedio de Hailar (1971−2000) | Parámetros climáticos promedio de Hailar (1971−2000) | Parámetros climáticos promedio de Hailar (1971−2000) | Parámetros climáticos promedio de Hailar (1971−2000) | Parámetros climáticos promedio de Hailar (1971−2000) | Parámetros climáticos promedio de Hailar (1971−2000) | Parámetros climáticos promedio de Hailar (1971−2000) |
| Mes                                                  | Ene.                                                 | Feb.                                                 | Mar.                                                 | Abr.                                                 | May.                                                 | Jun.                                                 | Jul.                                                 | Ago.                                                 | Sep.                                                 | Oct.                                                 | Nov.                                                 | Dic.                                                 | Anual                                                |
| ---------------------------------------------------- | ---------------------------------------------------- | ---------------------------------------------------- | ---------------------------------------------------- | ---------------------------------------------------- | ---------------------------------------------------- | ---------------------------------------------------- | ---------------------------------------------------- | ---------------------------------------------------- | ---------------------------------------------------- | ---------------------------------------------------- | ---------------------------------------------------- | ---------------------------------------------------- | ---------------------------------------------------- |
| Temp. máx. media (°C)                                | -19.2                                                | -14.1                                                | -3.9                                                 | 8.9                                                  | 18.1                                                 | 23.7                                                 | 25.8                                                 | 23.6                                                 | 17.2                                                 | 7.5                                                  | -5.8                                                 | -16.1                                                | 5.5                                                  |
| Temp. mín. media (°C)                                | -30.0                                                | -26.9                                                | -16.9                                                | -3.9                                                 | 3.5                                                  | 10.5                                                 | 14.3                                                 | 12.0                                                 | 4.4                                                  | -4.9                                                 | -16.8                                                | -26.2                                                | -6.7                                                 |
| Precipitación total (mm)                             | 3.4                                                  | 2.9                                                  | 4.6                                                  | 12.4                                                 | 22.5                                                 | 63.2                                                 | 101.8                                                | 91.8                                                 | 38.3                                                 | 15.8                                                 | 5.1                                                  | 5.5                                                  | 367.3                                                |
| Días de precipitaciones (≥ 0.1 mm)                   | 7.6                                                  | 5.9                                                  | 5.6                                                  | 5.9                                                  | 7.0                                                  | 12.9                                                 | 14.5                                                 | 12.4                                                 | 9.5                                                  | 6.2                                                  | 7.1                                                  | 9.6                                                  | 104.2                                                |
| Horas de sol                                         | 167.0                                                | 195.6                                                | 244.1                                                | 246.2                                                | 298.0                                                | 285.9                                                | 279.8                                                | 268.7                                                | 218.6                                                | 210.1                                                | 165.3                                                | 139.4                                                | 2718.7                                               |
| Humedad relativa (%)                                 | 79                                                   | 79                                                   | 69                                                   | 53                                                   | 46                                                   | 61                                                   | 71                                                   | 73                                                   | 68                                                   | 63                                                   | 74                                                   | 80                                                   | 68.0                                                 |
| Fuente: Administración Meteorológica de China        |                                                      |                                                      |                                                      |                                                      |                                                      |                                                      |                                                      |                                                      |                                                      |                                                      |                                                      |                                                      |                                                      |